# Stephen Kings Stark
Stephen Kings Stark ist ein Horrorfilm von George A. Romero aus dem Jahr 1993 nach der Vorlage des Romans Stark – The Dark Half von Stephen King.

## Handlung
Der junge Thad Beaumont beschließt schon als Kind, einmal Schriftsteller zu werden. Allerdings leidet er immer wieder unter heftigen Kopfschmerzen und Anfällen. Nach eingehender Untersuchung muss sich Thad auf den OP-Tisch begeben. Während der Operation im Krankenhaus entdecken die Chirurgen, dass der vermeintliche Tumor ein verkümmerter Zwilling ist, der aus unerfindlichen Gründen anfing zu wachsen und sich zu entwickeln. Thad wird von dem „Tumor“ befreit. Aus heiterem Himmel greift währenddessen ein gigantischer Schwarm von Sperlingen das Krankenhaus an. Die Eltern bestatten den herausoperierten Zwilling im Familiengrab.
Thad, mittlerweile erwachsen, verheiratet und Vater eines Zwillingspärchens, lehrt Literatur und Schriftstellerei und veröffentlicht mit mäßigem Erfolg Sachbücher. Das große Geld macht er aber als Horror-Schriftsteller und Schöpfer der Romanfigur Alexis Machine, der auf blutrünstigste Weise grausame Morde begeht, unter dem Pseudonym George Stark. Eines Tages wird Beaumont von Fred Clawson erpresst, der sein Schriftsteller-Pseudonym auffliegen lassen will, mit dem Beaumont Millionen gemacht hat. Beaumont und seine Frau beschließen, sich nicht erpressen zu lassen, sondern die Flucht nach vorne anzutreten und in einer Pressekonferenz die wahre Identität von George Stark preiszugeben.
Das aber will George Stark nicht wahrhaben: Mittlerweile zu einem physischen Wesen geworden, beginnt Stark, die Menschen auf brutale Weise umzubringen, die mit Beaumont zu tun haben, sodass der Verdacht zunächst auf Thad Beaumont fällt und dieser so ins Visier der Polizei gerät. Auf übersinnliche Weise lässt George Stark dem Autor Thad Beaumont mehrmals eine Botschaft zukommen, die er zum Beispiel mit dem Blut des von ihm getöteten Erpressers Fred Clawson, den er entmannt und seinen eigenen Penis in den Mund stopft, an die Wand des Tatorts schreibt: „Die Sperlinge fliegen wieder“ (Auf Englisch: „The sparrows are flying again“). Die Rache Starks soll ihr Ende finden, indem Beaumont den letzten Roman beendet, um somit Stark den Übergang ins reale Leben zu ermöglichen, woraufhin dieser die ganze Familie Beaumont töten will. Starks Rache scheitert, und Beaumont gelingt es, Stark mithilfe eines riesigen Schwarms wild gewordener Sperlinge zu töten, indem ihn die Vögel skelettieren und zum Horizont davontragen.

## Synchronisation
| Rolle                      | Darsteller        | Synchronsprecher   |
| -------------------------- | ----------------- | ------------------ |
| Thad Beaumont/George Stark | Timothy Hutton    | Joachim Tennstedt  |
| Liz Beaumont               | Amy Madigan       | Angelika Bender    |
| Sheriff Alan Pangborn      | Michael Rooker    | Holger Schwiers    |
| Reggie Delesseps           | Julie Harris      | Kerstin de Ahna    |
| Fred Clawson               | Robert Joy        | Hans-Georg Panczak |
| Mike Donaldson             | Kent Broadhurst   | Arnim André        |
| Shayla Beaumont            | Beth Grant        | Inge Solbrig       |
| Annie Pangborn             | Chelsea Field     | Marina Köhler      |
| Digger Holt                | Royal Dano        | Leo Bardischewski  |
| Miriam Cowley              | Rutanya Alda      | Gudrun Vaupel      |
| Rick Cowley                | Tom Mardirosian   | Michael Rüth       |
| Dr. Pritchard              | Larry John Meyers | Niels Clausnitzer  |

## Kritik
Das Lexikon des internationalen Films urteilte, die Produktion sei eine „perfekte Mischung aus Psycho- und Horror-Thriller“.

## Auszeichnungen
Im Jahr 1994 war der Film in vier Kategorien für den Saturn Award nominiert, u. a. in der Kategorie Bester Horrorfilm. Im Jahr zuvor wurde die Produktion auf dem Fantafestival in den Kategorien Bestes Drehbuch, Bester Film sowie Bester Darsteller (Timothy Hutton) ausgezeichnet.

## Wissenswertes
- Stephen King verehrt die Arbeit des Regisseurs George A. Romero und widmete ihm sein Buch Puls.
- Auch Kings eigenes Pseudonym Richard Bachman war auf ähnliche Weise aufgeflogen; zur Verwirrung der Pseudonyme siehe auch Stark – The Dark Half (Roman).
- George A. Romero hat bereits mit Creepshow ein Projekt von Stephen King filmisch umgesetzt; er war vorübergehend für den Film Friedhof der Kuscheltiere vorgesehen und hat auch die Filmrechte an der Verfilmung von Das Mädchen – dieses Projekt konnte er jedoch nicht mehr realisieren.
- Die Indizierung des Films wurde im Oktober 2017 aufgehoben. Eine Neuprüfung durch die FSK ergab die Freigabe ab 16 Jahren.
- Bei dem von George Stark gefahrenen Fahrzeug handelt es sich um einen Oldsmobile Toronado von 1966.
- Im Gegensatz zu Schriftsteller Thad Beaumont ist George Stark, sein bösartiges Alter Ego, Linkshänder, was man im Finale des Films sehen kann, wenn Beaumont und Stark zusammen mit Bleistiften ein Manuskript für einen Roman verfassen.